# Gennadio di Astorga
Gennadio di Astorga (El Bierzo, ... – Santiago de Peñalba, 936) è stato un vescovo e abate spagnolo venerato come santo dalla Chiesa cattolica.

## Biografia
Gennadio divenne monaco e si ritirò nel monastero di Ageum a Ayoó de Vidriales, dove avevano operato san Fruttuoso di Braga e san Valerio del Bierzo. Intorno all'892-895 passò al monastero di San Pedro de Montes, sui monti Aquilanos, che era stato distrutto, e che egli aveva deciso di ripristinare. Lì lavorò attivamente alla ricostruzione. La comunità che vi fu istituita adottò la Regola di san Benedetto. Nell'896 Ranulfo, vescovo di Astorga lo nominò abate.
Nel 908, Alfonso III delle Asturie insistette perché fosse il successore del vescovo Ranulfo. Dal 909 al 919 fu vescovo della Diocesi di Astorga. Poi nel 919 decise di ritirarsi a vita monastica e lasciò l'ufficio di vescovo al suo discepolo Fortis di Astorga.
Tornò a Montes, dove il suo discepolo padre Vicente di Montes, lavorava alla ricostruzione del monastero.
Nel 930 morì il vescovo Fortis e Gennadio ritornò a esercitare le funzioni vescovo ad Astorga per due anni fino alla nomina del successore nel 932.
Morì nel 936, probabilmente presso il monastero di Santiago de Peñalba nel territorio della città di Ponferrada, dove l'abate si era ritirato e trascorreva molto tempo in una grotta che prese il suo nome nella Valle del Silencio.
Gennadio fu una figura importante per il ripopolamento della regione, fondando e restaurando i monasteri e chiese di San Pedro de Montes, Santiago Peñalba, San Alejandro, Santo Tomás, Santa Leocadia de Castañeda, San Pedro y San Pablo de Castañeda e San Andrés de Montes.

## Culto
Il giorno dedicato al santo è il 24 maggio.